# (6882) Sormano
(6882) Sormano  es un asteroide perteneciente al cinturón de asteroides, descubierto el 5 de febrero de 1995 por Piero Sicoli, y Valter Giuliani desde el Observatorio Astronómico Sormano, en Italia.

## Designación y nombre
Sormano se designó inicialmente como 1995 CC1.
Más adelante fue nombrado en honor a la localidad alpina italiana de Sormano.

## Características orbitales
Sormano orbita a una distancia media del Sol de 2,5529 ua, pudiendo acercarse hasta 2,2999 ua y alejarse hasta 2,8058 ua. Tiene una excentricidad de 0,0990 y una inclinación orbital de 14,3872° grados. Emplea en completar una órbita alrededor del Sol 1489 días.

## Características físicas
Su magnitud absoluta es 12,7. Tiene 8,096 km de diámetro. Su albedo se estima en 0,269. El valor de su periodo de rotación es de 3,6901 h.